# Гантінгтон (Арканзас)
Гантінгтон (англ. Huntington, Arkansas) — місто, розташоване в окрузі Себастьян (штат Арканзас, США) з населенням в 688 осіб за статистичними даними перепису 2000 року.
У Гантингтоні народився пітчер Джейк Фриз.

## Географія
За даними Бюро перепису населення США місто Гантінгтон має загальну площу в 1,81 квадратних кілометрів, водних ресурсів в межах населеного пункту нема.
Місто Гантінгтон розташоване на висоті 194 метра над рівнем моря.

## Демографія
За даними перепису населення 2000 року в Гантингтоні проживало 688 осіб, 184 родини, налічувалося 262 домашніх господарств і 298 житлових будинків. Середня густота населення становила близько 382,2 осіб на один квадратний кілометр. Расовий склад Гантінгтона за даними перепису розподілився таким чином: 93,6% білих, 0,15% — чорних або афроамериканців, 0,44% — корінних американців, 3,92% — представників змішаних рас, 1,89% — інших народів. Іспаномовні склали 4,36% від усіх жителів міста.
Із 262 домашніх господарств в 37,4% — виховували дітей віком до 18 років, 58,8% представляли собою подружні пари, які спільно проживали, в 8% сімей жінки проживали без чоловіків, 29,4% не мали сімей. 26,3% від загального числа сімей на момент перепису жили самостійно, при цьому 13,0% склали самотні літні люди у віці 65 років та старше. Середній розмір домашнього господарства склав 2,63 особи, а середній розмір родини — 3,19 особи.
Населення міста за віковою діапазону за даними перепису 2000 розподілилося таким чином: 28,3% — жителі молодше 18 років, 7,7% — між 18 і 24 роками, 28,9% — від 25 до 44 років, 22,7% — від 45 до 64 років і 12,4% — у віці 65 років та старше. Середній вік мешканця склав 35 років. На кожні 100 жінок в Гантингтоні припадало 96,6 чоловіків, у віці від 18 років та старше — 94,9 чоловіків також старше 18 років.
Середній дохід на одне домашнє господарство в місті склав 30 703 долара США, а середній дохід на одну сім'ю — 36 250 доларів. При цьому чоловіки мали середній дохід в 27 277 доларів США на рік проти 15 781 долар середньорічного доходу у жінок. Дохід на душу населення в місті склав 12 614 доларів на рік. 13,5% від усього числа сімей в окрузі і 15,1% від усієї чисельності населення перебувало на момент перепису населення за межею бідності, при цьому 12,1% з них були молодші 18 років і 20,7% — у віці 65 років та старше.